# IC 695
IC 695 је спирална галаксија у сазвјежђу Пехар која се налази на листи објеката дубоког неба у Индекс каталогу.
Деклинација објекта је - 11° 42' 55" а ректасцензија 11h 27m 58,3s. Привидна величина (магнитуда) објекта IC 695 износи 14,9 а фотографска магнитуда 15,7.